# Arctic Race of Norway 2025
La Arctic Race of Norway 2025, dodicesima edizione della corsa e valevole come trentaquattresima prova dell'UCI ProSeries 2025 categoria 2.Pro, si svolse dal 7 al 10 agosto 2025 su un percorso di 671,5 km, con partenza a Borkenes e arrivo a Tromsø, in Norvegia. La vittoria fu appannaggio del neozelandese Corbin Strong, il quale completò il percorso in 15h49'03", precedendo il britannico Thomas Pidcock e l'italiano Christian Scaroni.
Sul traguardo di Tromsø 93 ciclisti, dei 107 partiti da Borkenes, portarono a termine la manifestazione.

## Tappe
| Tappa  | Data      | Percorso                | km    | Vincitore di tappa | Leader cl. generale |
| ------ | --------- | ----------------------- | ----- | ------------------ | ------------------- |
| 1ª     | 7 agosto  | Borkenes > Harstad      | 182   | Corbin Strong      | Corbin Strong       |
| 2ª     | 8 agosto  | Tennevoll > Sørreisa    | 166,5 | Alexander Kristoff | Corbin Strong       |
| 3ª     | 9 agosto  | Husøy (Senja) > Målselv | 182   | Thomas Pidcock     | Corbin Strong       |
| 4ª     | 10 agosto | Tromsø > Tromsø         | 141   | Fredrik Dversnes   | Corbin Strong       |
| Totale | Totale    | Totale                  | 671,5 |                    |                     |

## Squadre e corridori partecipanti
| N.    | Cod. | Squadra                |
| ----- | ---- | ---------------------- |
| 1-6   | UXM  | Uno-X Mobility         |
| 11-16 | COF  | Cofidis                |
| 21-26 | XAT  | XDS Astana Team        |
| 31-36 | TPP  | Team Picnic PostNL     |
| 41-46 | JAY  | Team Jayco AlUla       |
| 51-56 | Q36  | Q36.5 Pro Cycling Team |
| 61-66 | IPT  | Israel-Premier Tech    |
| 71-75 | ARK  | Arkéa-B&B Hotels       |
| 81-86 | IWA  | Intermarché-Wanty      |

| N.      | Cod. | Squadra                         |
| ------- | ---- | ------------------------------- |
| 91-96   | TEN  | TotalEnergies                   |
| 101-106 | TFB  | Team Flanders-Baloise           |
| 111-116 | TUD  | Tudor Pro Cycling Team          |
| 121-126 | BBH  | Burgos-Burpellet-BH             |
| 131-136 | RKT  | Unibet Tietema Rockets          |
| 141-146 | EKP  | Equipo Kern Pharma              |
| 151-156 | NOR  | Norvegia                        |
| 161-166 | TCR  | Team Coop-Repsol                |
| 171-176 | LCT  | Lillehammer CK Continental Team |

## Dettagli delle tappe

### 1ª tappa
- 7 agosto: Borkenes > Harstad – 182 km

Risultati
| Pos. | Corridore     | Squadra | Tempo    |
| ---- | ------------- | ------- | -------- |
| 1    | Corbin Strong | Israel  | 4h02'22" |
| 2    | Riley Sheehan | Israel  | s.t.     |
| 3    | Rasmus Tiller | Uno-X   | s.t.     |

| Pos. | Corridore        | Squadra | Tempo    |
| ---- | ---------------- | ------- | -------- |
| 1    | Corbin Strong    | Israel  | 4h02'22" |
| 2    | Riley Sheehan    | Israel  | a 4"     |
| 3    | Fredrik Dversnes | Uno-X   | s.t.     |

### 2ª tappa
- 8 agosto: Tennevoll > Sørreisa – 166,5 km

Risultati
| Pos. | Corridore          | Squadra | Tempo    |
| ---- | ------------------ | ------- | -------- |
| 1    | Alexander Kristoff | Uno-X   | 3h55'08" |
| 2    | Tom Van Asbroeck   | Israel  | s.t.     |
| 3    | K. Larsen Feldmann | Coop    | s.t.     |

| Pos. | Corridore          | Squadra | Tempo    |
| ---- | ------------------ | ------- | -------- |
| 1    | Corbin Strong      | Israel  | 7h57'20" |
| 2    | Alexander Kristoff | Uno-X   | s.t.     |
| 3    | Riley Sheehan      | Israel  | a 4"     |

### 3ª tappa
- 9 agosto: Husøy (Senja) > Målselv – 182 km

Risultati
| Pos. | Corridore         | Squadra | Tempo    |
| ---- | ----------------- | ------- | -------- |
| 1    | Thomas Pidcock    | Q36.5   | 4h43'16" |
| 2    | Corbin Strong     | Israel  | s.t.     |
| 3    | Christian Scaroni | Astana  | a 12"    |

| Pos. | Corridore         | Squadra | Tempo     |
| ---- | ----------------- | ------- | --------- |
| 1    | Corbin Strong     | Israel  | 12h40'30" |
| 2    | Thomas Pidcock    | Q36.5   | a 6"      |
| 3    | Christian Scaroni | Astana  | a 23"     |

### 4ª tappa
- 10 agosto: Tromsø > Tromsø – 141 km

Risultati
| Pos. | Corridore        | Squadra | Tempo    |
| ---- | ---------------- | ------- | -------- |
| 1    | Fredrik Dversnes | Uno-X   | 3h08'40" |
| 2    | Corbin Strong    | Israel  | s.t.     |
| 3    | Davide Ballerini | Astana  | s.t.     |

| Pos. | Corridore         | Squadra | Tempo     |
| ---- | ----------------- | ------- | --------- |
| 1    | Corbin Strong     | Israel  | 15h49'03" |
| 2    | Thomas Pidcock    | Q36.5   | a 11"     |
| 3    | Christian Scaroni | Astana  | a 28"     |

## Evoluzione delle classifiche
| Tappa              | Vincitore          | Classifica generale Maglia del sole di mezzanotte | Classifica a punti Maglia azzurra | Classifica scalatori Maglia pavone | Classifica giovani Maglia bianca e rossa | Classifica a squadre Numero giallo | Premio combattività Numero rosso |
| ------------------ | ------------------ | ------------------------------------------------- | --------------------------------- | ---------------------------------- | ---------------------------------------- | ---------------------------------- | -------------------------------- |
| 1ª                 | Corbin Strong      | Corbin Strong                                     | Corbin Strong                     | Storm Ingebrigtsen                 | Corbin Strong                            | XDS Astana Team                    | Fredrik Dversnes                 |
| 2ª                 | Alexander Kristoff | Corbin Strong                                     | Corbin Strong                     | Storm Ingebrigtsen                 | Corbin Strong                            | XDS Astana Team                    | Georg Rydningen Martinsen        |
| 3ª                 | Thomas Pidcock     | Corbin Strong                                     | Corbin Strong                     | Storm Ingebrigtsen                 | Corbin Strong                            | Israel-Premier Tech                | Sebastian Veslum                 |
| 4ª                 | Fredrik Dversnes   | Corbin Strong                                     | Corbin Strong                     | Storm Ingebrigtsen                 | Corbin Strong                            | XDS Astana Team                    | Matteo Vercher                   |
| Classifiche finali | Classifiche finali | Corbin Strong                                     | Corbin Strong                     | Storm Ingebrigtsen                 | Corbin Strong                            | XDS Astana Team                    | Matteo Vercher                   |

Maglie indossate da altri ciclisti in caso di due o più maglie vinte
- Nella 2ª tappa Riley Sheehan ha indossato la maglia azzurra al posto di Corbin Strong e Rick Pluimers ha indossato quella bianca e rossa al posto di Corbin Strong.
- Nella 3ª tappa Alexander Kristoff ha indossato la maglia azzurra al posto di Corbin Strong.
- Nella 3ª e 4ª tappa Riley Sheehan ha indossato la maglia bianca e rossa al posto di Corbin Strong.
- Nella 4ª tappa Thomas Pidcock ha indossato la maglia azzurra al posto di Corbin Strong.

## Classifiche finali

### Classifica generale - Maglia del sole di mezzanotte
| Pos. | Corridore         | Squadra  | Tempo     |
| ---- | ----------------- | -------- | --------- |
| 1    | Corbin Strong     | Israel   | 15h49'03" |
| 2    | Thomas Pidcock    | Q36.5    | a 11"     |
| 3    | Christian Scaroni | Astana   | a 28"     |
| 4    | Riley Sheehan     | Israel   | a 35"     |
| 5    | C. Champoussin    | Astana   | a 39"     |
| 6    | Kevin Vermaerke   | Picnic   | s.t.      |
| 7    | Martin Tjøtta     | Arkéa    | a 42"     |
| 8    | Felix Engelhardt  | Jayco    | a 43"     |
| 9    | Sven Erik Bystrøm | Norvegia | a 44"     |
| 10   | Mats Wenzel       | Kern     | s.t.      |

### Classifica a punti - Maglia azzurra
| Pos. | Corridore          | Squadra | Punti |
| ---- | ------------------ | ------- | ----- |
| 1    | Corbin Strong      | Israel  | 40    |
| 2    | Thomas Pidcock     | Q36.5   | 23    |
| 3    | Fredrik Dversnes   | Uno-X   | 21    |
| 4    | Riley Sheehan      | Israel  | 18    |
| 5    | K. Larsen Feldmann | Coop    | 16    |

### Classifica scalatori - Maglia pavone
| Pos. | Corridore              | Squadra     | Punti |
| ---- | ---------------------- | ----------- | ----- |
| 1    | Storm Ingebrigtsen     | Coop        | 24    |
| 2    | M. Wang Baksaas        | Norvegia    | 23    |
| 3    | G. Rydningen Martinsen | Lillehammer | 12    |
| 4    | Ulrik Tvedt            | Lillehammer | 6     |
| 5    | Davide Ballerini       | Astana      | 6     |

### Classifica giovani - Maglia bianca e rossa
| Pos. | Corridore        | Squadra | Tempo     |
| ---- | ---------------- | ------- | --------- |
| 1    | Corbin Strong    | Israel  | 15h49'03" |
| 2    | Riley Sheehan    | Israel  | a 35"     |
| 3    | Kevin Vermaerke  | Picnic  | a 39"     |
| 4    | Martin Tjøtta    | Arkéa   | a 42"     |
| 5    | Felix Engelhardt | Jayco   | a 43"     |

### Classifica a squadre
| Pos. | Squadra             | Tempo     |
| ---- | ------------------- | --------- |
| 1    | XDS Astana Team     | 47h29'18" |
| 2    | Team Jayco AlUla    | a 43"     |
| 3    | Israel-Premier Tech | a 55"     |
| 4    | Uno-X Mobility      | a 58"     |
| 5    | Cofidis             | a 2'00"   |